# جيوستراتيجية

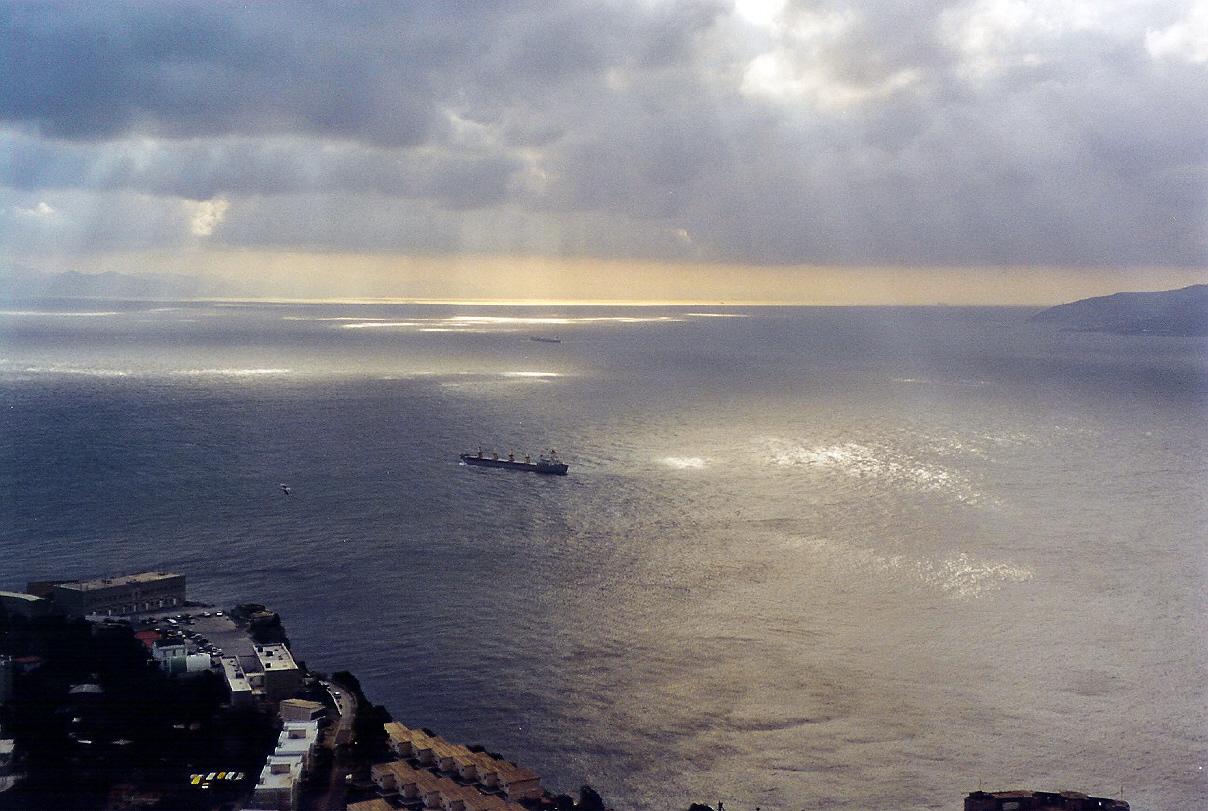

جيو استراتيجي حقل من حقول الجيوسياسة،  وهو نوع من السياسة الخارجية الموجهة بشكل أساسي بحسب العوامل الجيوسياسية التي تقيد و تؤثر علي التخطيط العسكري والسياسي. مثل الاستراتيجيات الأخرى، فإن الجيوستراتيجية تهتم بملاءمة وسائل الغايات.;
في هذه الحالة، موارد الدولة (محدودة كانت أم جمة) مع غاياتها (التي قد تكون محلية، إقليمية أو عالمية). بحسب غراي وسلون فإن «الجغرافيا أم الاستراتيجية.»
بعكس الجيوسياسيين، فإنهم يشجعون الاستراتيجيات المترقبة، وتوجههم الجيوسياسي يكون من وجهة النظرة القومية.